# Sandrine Naguertiga
Sandrine Naguertiga, née le 4 mai 1991 à N'Djaména, est une entrepreneure et blogueuse franco-tchadienne se définissant comme une « Afroptimiste ». Elle fait partie des 100 Africains de l'année 2019 sélectionnés par le magazine New African (en).

## Biographie

### Jeunesse
Sandrine Naguertiga nait le 4 mai 1991 à N'Djaména, capitale du Tchad. Après quelques années passées en Côte d'Ivoire, sa famille s'installe en France. Elle est diplômée d’un DEUG obtenu à l'université Panthéon-Sorbonne, d’une licence de l'École nationale d'assurances de Paris-La Défense et d’un master obtenu à l’école de commerce ESA Business School.

### Carrière
Après avoir travaillé en France, Sandrine Naguertiga crée une société de services dédiée aux porteurs de projets pour aider la jeunesse africaine. Elle est à l’initiative du blog entreprendrelafrique.com et intègre, en 2016, la cinquième édition de Mondoblog, le réseau de blogueurs francophones de Radio France internationale. De retour au Tchad en février 2016, elle crée la plateforme « Entreprendrelafrique », un incubateur média qui accompagne les projets orientés vers les nouveaux médias et nouvelles technologies de l’information et de la communication,,.
En 2016, elle concourt pour devenir ambassadrice Women All Over the Universal World (WAOUW), et fait partie des seize candidates présélectionnées pour la demi-finale,. En 2017, à Abidjan, elle est l'une des quatre personnalités féminines nommées lors de la cinquième édition de la soirée Superwoman,,. Cette même année, elle est finaliste de la première édition du concours de rédaction d’articles « Ils font l’Afrique ». En 2019, elle est l'une des deux organisatrices du WAOUW. Le magazine New African (en) la sélectionne parmi les 100 Africains de l'année 2019,.

### Engagements
De façon à aider les jeunes africaines, elle lance en 2019 le hashtag #regleecommeelle pour dénoncer les tabous des règles en Afrique.